# Малійсько-нігерські відносини
Малійсько-нігерські відносини — двосторонні дипломатичні відносини між Малі та Республікою Нігер. Протяжність державного кордону між країнами становить 828 км.

## Історія
У 2012 році на північному сході Малі спалахнуло Туарезьке повстання, що вплинуло і на сусідній Нігер: групи джихадистів атакували нігерські блок-пости вздовж кордону, а також з території Малі в Нігер стала прибувати велика кількість біженців. У листопаді 2019 року 24 малійські солдати загинули в ході бою з повстанцями під час спільної операції з збройними силами Нігеру. В 2020 році на території Нігеру проживало 58599 біженців з Малі.

## Торгівля
Малі є другим за величиною ринком, що споживає товари з Нігеру: у 2017 році було поставлено продукції на суму 96,6 млн доларів США.

## Дипломатичні представництва
- Малі має генеральне консульство в Ніамеї[7].
- Нігер містить посольство в Бамако[8].